# Batalla de Garabulla
La Batalla de Garabulla fue una batalla de la Guerra de Independencia de Venezuela ocurrida el 13 de noviembre de 1822 al norte de Maracaibo, en las riberas del río Socuy, entre las fuerzas independentistas comandadas por el teniente coronel José Sardá y las fuerzas españolas a las órdenes del brigadier Francisco Tomás Morales.

## Antecedentes
Tras la derrota de Naguanagua, el capitán general Morales cambió sus planes y el 24 de agosto embarcaba en Puerto Cabello 1.200 combatientes de los batallones veteranos Valencey, Barinas, parte del Burgos y Cazadores de Coro en una flotilla de 14 navíos. Seis días después desembarcaba en el puerto natural de La Teta, en Cojoro (actual municipio Guajira). De inmediato despacha a sus barcos a aparecer frente a Maracaibo, provocando pánico y que el jefe de guarnición, brigadier Lino de Clemente y Palacios, refuerce el castillo de San Carlos de la Barra con 100 soldados, 4 buques mayores y 8 menores. Para defender la ciudad estaban los batallones Maracaibo, Occidente y Caracas, pero como estaban muy dispersos concentraban apenas 700 efectivos.
El 1 de septiembre Clemente envía al teniente coronel Francisco María Farías con 75 soldados y 30 guajiros a enfrentarlo en Sinamaica. Tres días antes Morales había iniciado su avance hacia la ciudad después de reclutar 100 guajiros a su hueste. Hubo un breve combate donde los realistas capturaron un cañón de 4 pulgadas. Una tropa de 500 efectivos es enviada con el teniente coronel Carlos Luis Castelli a establecer una línea defensiva en Paso Guerrero, cerca del río Sucuy, el 3 de septiembre. Dos días después, Castelli quiso atacar a los realistas mientras cruzan el Sucuy pero al aproximarse se encontró con fuerzas muy superiores y debe retirarse dejando 20 muertos y 13 heridos. En la misma jornada llegaban 120 soldados de la provincia de Coro a reforzar a Clemente. Clemente salió hacia Salinarica con 800 soldados y milicianos para contener el avance monárquico. El día 6 se enfrenta a Morales y es derrotado completamente, en la Batalla de Salina Rica, escapando con 300 sobrevivientes. A la mañana siguiente los realistas, entraban tranquilamente en Maracaibo. Al entrar en la urbe hizo fusilar a algunos oficiales en abierta violación de la Regularización de la Guerra (ya en Coro se habían ejecutado un par de cientos de patriotas).

## Fuerzas enfrentadas
El historiador venezolano, Rafael María Baralt, afirmaba que los patriotas debían ser 1.000 hombres en total, mientras que su contemporáneo colombiano, José Manuel Restrepo hablaba de 1.100 infantes, 150 húsares y 40 artilleros. Otro historiador de Colombia, Tomás Cipriano de Mosquera, hablaba de 1.100 infantes, 140 húsares y 25 artilleros. En la actualidad, el historiador Edgar Esteves González los estima en 1.000 infantes y 300 jinetes. Por último, el brigadier Lino de Clemente da las cifras más bajas en un informe, apenas 650 hombres.
Respecto a los realistas, Baralt y Restrepo los estimaban en 1.800 infantes y 120 jinetes, pero Clemente habla de 1.650 soldados en total. Finalmente, Esteves coincide con los primeros dos en el número de infantes, pero eleva a la caballería a 200 jinetes.

## Batalla
En octubre llegó a Riohacha el brigadier Mariano Montilla, quien reunió 1.500 hombres a los que empezó a entrenar y contrató una goleta y tres bergantines corsarios franceses para recuperar Maracaibo. Se puso una división al mando de Sardá, quien debía marchar sobre Sinamaica y fortificar los pasos de los ríos Socuy y Limón, a la espera que el resto de las tropas desembarcara en Cojoro. El peligro es que se acercaba demasiado a Maracaibo y si era atacada no podría ser ayudada. El 21 de octubre Sardá salía de Riohacha secundado por el coronel francés N. Garsín. Llegaron a su objetivo el 3 de noviembre. Las dos compañías españolas que guarnecían Sinamaica y la línea fortificada de Garabulla retrocedieron hasta el Socuy y avisaron a Morales. Los patriotas encontraron el pueblo vacío, sin víveres y con la artillería inutilizada.
Acamparon en un sitio llamado Guardias y desde ahí enviaron exploradores hacia el Socuy. Encontraron los pasos Guerrero y Limón fortificados y con lanchas para impedir su cruce. También enviaron una compañía a vigilar Cojoro. No encontraron grandes fuerzas enemigas, ni informantes ni víveres. Esto último los hizo racionalizar la comida, lo que molesto a las tropas. En la mañana del 13 llegaron 300 infantes en formación de guerrilla y un piquete de jinetes realistas; avistados prontamente por las avanzadillas, los jefes republicanos ordenaron abandonar Sinamaica y formar en línea de combate en Guardias. Ahí recibió con nutrido fuego al enemigo en cuanto llegó, haciéndole dispersarse con una carga de bayonetas. Llegaron entonces los veteranos expedicionarios venidos de España, al mando de Manuel Lorenzo, que envolvieron a los grancolombianos y los destrozaron. Los batallones Antioquia y Cartagena fueron masacrados.
Morales perdió al jefe de su Estado Mayor, León Iturbe, y Sardá logró escapar con unos pocos sobrevivientes a Riohacha, apenas 300, habiendo perdido muchos tanto por el combate como por la retirada por la desértica península. Según Baralt, los patriotas sufrieron 500 muertos y heridos y la captura de 500 soldados y 24 oficiales, en cambio, Restrepo reduce los fallecidos a 400 pero mantiene a los prisioneros entre 500 y 600. En cambio, Clemente sólo admite 150 muertos y heridos. Todos los prisioneros republicanos fueron incorporados al ejército realista, con excepción de algunos oficiales y soldados que se negaron. Sobre las bajas de los vencedores, Clemente afirmaba que fueron 200 muertos y heridos, pero Baralt los eleva a 500. Por último, Restrepo menciona que 238 monárquicos cayeron muertos en combate.

## Consecuencias
Las autoridades republicanas sabían que debían acabar con Morales. El Libertador dio la instrucción al vicepresidente Francisco de Paula Santander de acabar con el capitán general y le aviso que no podría enviarle refuerzos. Según el general Rafael Urdaneta, basado en testimonios de vecinos de Maracaibo, en la ciudad los monárquicos tenían organizados los batallones Valencey (500 plazas), Burgos y Navarra reunidos (400), Barinas (750) y Cazadores del General (700), más 50 jinetes y «un depósito de inútiles de gente del país». Fuera de la villa, tenía 200 hombres en el Castillo, 50 en Zulia y 50 en Gibraltar, además de 60 oficiales que llegaron con el brigadier Sebastián de La Calzada el 29 de noviembre desde Puerto Cabello y otros 300 que llegaron algunos días antes. El propio Urdaneta afirma que, aún si fueran exagerados los reportes, «debemos creer que Morales tiene más de dos mil hombres».
Con la orden de ejecutar a todo extranjero capturado sirviendo al ejército grancolombiano, el 29 de noviembre los monárquicos desembarcan en el puerto de Gibraltar. Según Esteves González eran 600 infantes del batallón Valencey, 600 del Cazadores y 80 del Burgos, 30 jinetes, un cañón y diez buques. En cambio, Urdaneta los estimaba en 1.000 efectivos con 2 cañones, además de contar con 12 goletas y 4 flecheras para controlar el Lago.
Al día siguiente, Morales entraba en Trujillo y divide su fuerza en dos divisiones: la primera, a sus órdenes, marchará sobre Mendoza; y la segunda, encabezada por La Calzada, contra Escuque. El 3 de diciembre entraba en Coro. Su plan era amenazar Mérida y trasladar la guerra al interior del país. El 5 de enero de 1823 Clemente capturó sorpresivamente Trujillo con 300 soldados. Dos días después le llegan 400 a 600 refuerzos enviados por Urdaneta a cargo del coronel Andrés Torrellas, quien había evacuado la provincia de Coro que gobernaba en cuanto se enteró del desembarco, siguiendo las órdenes de Urdaneta. El día 21 Clemente embosca a Morales en Bailadores, cerca de Curimanga, y lo derrota completamente. Mientras tanto, los coroneles Manuel Manrique y José de la Cruz Paredes (1797-1876) aplastan a La Calzada. Acaban volviendo a Maracaibo menos de la mitad de los expedicionarios.